# گالینوپورنی
گالینوپورنی (به لاتین: Galinoporni) یک منطقهٔ مسکونی در قبرس شمالی است که در ناحیه اسکله واقع شده‌است. گالینوپورنی ۳۳۳ نفر جمعیت دارد.